# Saint-Benoît-des-Ombres
Saint-Benoît-des-Ombres település Franciaországban, Eure megyében. Lakosainak száma 142 fő (2022. január 1.). Saint-Benoît-des-Ombres Saint-Grégoire-du-Vièvre községgel határos.

## Népesség
A település népessége az elmúlt években az alábbi módon változott:
| Lakosok száma | 116  | 114  | 101  | 109  | 126  | 137  | 143  | 142  | 141  | 142  |
|               | 1968 | 1982 | 1990 | 2006 | 2013 | 2015 | 2017 | 2019 | 2020 | 2022 |